# Israëlische Militaire Inlichtingendienst
De Israëlische Militaire Inlichtingendienst (Hebreeuws: אגף המודיעין; Agaf HaModi'in; lit. "de inlichtingenafdeling") (ook wel bekend als Aman) is de militaire inlichtingendienst van Israël. De Aman werd opgericht in 1950, toen de inlichtingenafdeling werd afgesplitst van de generale staf van het Israëlisch defensieleger (de inlichtingenafdeling zelf bestond grotendeels uit voormalige leden van de Haganah-inlichtingendienst).
De dienst is directe verantwoording aan de generale staf verschuldigd. De Aman is een wijd verspreide dienst die niet alleen Israël en Arabische landen omvat maar ook Oost- en West-Europese landen. Naast representatie van de nationale strijdkrachten heeft de Aman ook een eigen censor die al het uitgaande nieuws van correspondenten checkt en zo nodig verwijdert (als het de militaire veiligheid schaadt).

## Geschiedenis
Tijdens de oprichting van de staat Israël was de militaire organisatie Haganah primair verantwoordelijk voor het verzamelen van inlichtingen, of een van haar elite-eenheden, de Scherut Jediot (geheime dienst), of Shai.
Premier David Ben-Gurion gaf de Shai eind jaren 1940 de opdracht om een geheime dienststructuur voor Israël te creëren. De Aman heeft verschillende grote acties op haar naam staan in verschillende conflicten en oorlogen waarbij Israël betrokken was.

#### Lavon-affaire
In het begin van 1954 meldden Mossad- en ShinBeetagenten uit Caïro en Washington, dat de Amerikanen bezig waren hun banden met Egypte te versterken. Amerika probeerde Egypte ertoe te bewegen toe te treden tot de net ontstane vredesorganisatie CENTO (Central Treaty Organization) ook wel bekend als het pact van Bagdad.
Ook werden de Britten onder druk gezet om hun militairen terug te trekken uit het Suez-gebied. Churchill deed dit, waardoor Israël vreesde dat de acties hun veiligheid in gevaar zou brengen. Mede doordat Egypte nu via het Suezkanaal en de straat van Akaba Israëlische schepen de doorgang kon weigeren. Door druk van de Mossad en de Aman werd 'operatie Susannah' in het leven geroepen. Het doel was om Israëlische veiligheidsagenten en saboteurs bomaanslagen op westerse faciliteiten te plegen, om zo de goede banden tussen de VS en Egypte te verstoren/vernietigen. Egypte legde de inlichtingendienst bloot, door Paul Frank een Amanagent in Egypte, waardoor twee agenten ter dood werden veroordeeld, acht anderen werden tot langdurige gevangenisstraffen veroordeeld. Van sommigen van hen werd nooit meer iets vernomen, anderen werden na de Zesdaagse Oorlog uitgewisseld tegen Arabische krijgsgevangenen. Minister van defensie, Phinas Lavon, die de actie had goedgekeurd, stapte op, toen Benjamin Gibli en vervolgens de directeur van Aman, twee weken later. Uiteindelijk nam staatshoofd Ben-Gurion in 1963 ontslag nadat hij was uitgeput door aanhoudende discussies. Paul Frank is door de Mossad in 1955 gearresteerd.

## Taken
- Evaluatie van inlichtingen voor veiligheidsbeleid, militaire planning en "vloeiend veiligheidsbeleid", en de verspreiding van inlichtingen naar IDF en overheidsinstanties.
- Veldbeveiliging op het niveau van de Generale Staf (vandaag Matkal: מטכ״ל), en de training en werking van veldbeveiliging in het algemeen (alle niveaus).
- De werking van militaire censuur.
- Aansturing en werking van de 'Collection Agencies'.
- Kaarten tekenen; leiding geven aan en toezicht houden op de verspreiding van kaarten.
- Het ontwikkelen van 'bijzondere maatregelen' voor inlichtingenwerk.
- De ontwikkeling van inlichtingendoctrine op het gebied van onderzoek, verzameling en veldbeveiliging.
- Stafverantwoordelijkheid voor militaire attachés in het buitenland.

## Eenheden

#### Staf Eenheden
- Inlichtingendienst

#### Verzamelen eenheden
- Kamp 1391
- Eenheid 8200
- Eenheid 9900

#### Onderzoek
- Departement voor onderzoek

#### Divisie speciale operaties
- Unit 82
- Generale Staf Verkenningseenheid
- Inlichtingencentrum

#### Andere eenheden
- Departement voor overzicht
- Departement voor externe relaties
- Ro'im Rachok
- Havatzalot Program

#### Professioneel ondergeschikte eenheden
- Lucht inlichtingendienst (van de Israëlische Luchtmacht)
- Marine inlichtingendienst (van de Israëlische Marine)
- Gevechtsinlichtingenkorps
- Inlichtingen dienst van de regionale commando's
- Centrum voor Bewustzijnsoperaties